# Ordynariat dla wiernych obrządku wschodniego w Hiszpanii
Ordynariat dla wiernych obrządku wschodniego – administratura apostolska Kościoła rzymskokatolickiego w Hiszpanii, podległa bezpośrednio Rzymowi. Został erygowany w 2016 roku.

## Ordynariusze
- Carlos Osoro (2016-2024)
- José Cobo Cano (od 2024)